# Собор Трёх Святителей (Тимишоара)
Тимишоарский собор Трёх Святителей (рум. Catedrala Mitropolitană din Timișoara Trei Ierarhi) — кафедральный собор Тимишоарской архиепископии Румынской православной церкви, расположенный в Тимишоаре.
Построен в 1936—1940 годах из бетона и кирпича и посвящён Трём Святителям: Василию Великому, Григорию Богослову и Иоанну Златоусту. Однако, из-за войны отделка была закончена лишь к 1956 году.
Собор Трёх Святителей построен в традиционном для румынско-молдавской храмовой архитектуры стиле (с элементами карпатского стиля). Имеется 9 больших и 4 малых башни. Высота собора — 83,7 м, это вторая по высоте церковь в стране и один из высочайших православных храмов. Длина собора — 63 м, ширина — 32 м. Внутри может находиться более четырёх тысяч прихожан.